# وردنت
الوردنت هي قاعدة بيانات معجمية للغة الإنجليزية. تجمع الكلمات الإنجليزية ذات المعنى الواحد إلى مجموعات من المرادفات تدعى كل مجموعة سينست (بالإنجليزية: synset)‏،ولكل مجموعة تعريف قصير، عام، كما توضح العلاقات الدلالية المتنوعة بين المجموعات الترادفية مثل علاقة النقيض، علاقة الكل والجزء من، علاقة الشامل والمشمول.

## الهدف من قاموس وردنت
في بداية إنشائه كان الهدف هو دعم البحث بالمعنى، لكن تتطور هذا الهدف فيما بعد لتصبح وردنت من أهم الأدوات المستخدمة في معالجة اللغات الطبيعية.
وتوفر:
1. مزيج من القاموس والمعجم الذي هو أكثر بداهة في استخدامه،
2. دعم تحليل النصوص التلقائي
3. تطبيقات الذكاء الاصطناعي.

ولقد تم إصدار كل من قاعدة البيانات وأدوات البرمجيات تحت رخصة ذات طراز بي إس دي (بالإنجليزية: BSD)‏ والتي يمكن تحميلها واستخدامها بحرية. ويمكن لقاعدة البيانات ان تستعرض من خلال الإنترنت.

## جهة التطوير
تم إنشاء الوردنت ويتم المحافظة والإشراف عليه في مختبر العلوم المعرفية بجامعة برينستون، تحت إشراف أستاذ علم النفس جورج ميلر. بدأ التطوير في عام 1985. على مر السنين، تلقى المشروع تمويلا من الجهات الحكومية المهتمة بالترجمة الآلية. اعتبارا من عام 2009، تتضمن فريق عمل الوردنت الأعضاء التالية في مختبر العلوم المعرفية: جورج ميلر، كريستيان فيلباوم، راندي تنجي، باميلا ويكفيلد، هيلين لانجون، وبنيامين حزقيل. وقد تم دعم الوردنت من المنح المقدمة من المؤسسة القومية للعلوم، وداربا، ومكتب التكنولوجيا التخريبية (سابقا البحوث المتقدمة ونشاط التنمية)، وريفلكس (REFLEX). ولقد تم منح جورج ميلر وكريستيان فيلباوم جائزة أنطونيو زامبولي لعام 2006 لعملهما في الوردنت.

## وردنت لجميع لغات العالم
تحت مظلة وردنت العالمية(Global WordNet Organization)، وهي منظمة عامة غير ربحية تهدف إلى دعم وتشجيع تطوير قواميس وورد نت للغات الأخرى بناء على وردنت الإنجليزية، وتوفير إمكانية الربط بين قواميس وردنت من لغات مختلفة. 

يبلغ عدد مشاريع تطوير قواميس وردنت المسجلة في موقع المنظمة حتى نهاية أبريل 2013، سبعين مشروعاً لمعظم لغات العالم كالعربية، والعبرية والفارسية والإفريقية والألبانية والهندية وغيرها.

## الوصلات الخارجية
- الوردنت الصفحة الرئيسية
- مشاريع متعلقة بالوردنت - قائمة مفصلة للواجهات والبرامج الملحقة
- الوردنت العالمي + DEBGrid - واجهة إنترنت للوردنت العالمي.
- قاموس على الانترنت - قائم على الوردنت
- قاموس مجاني باستخدام قاعدة بيانات الوردنت
- معجم انترنت/باحث المرادفات - قائم على الوردنت 3.0
- قاموس اي تي - قاموس إنترنت قائم على الوردنت 3.0
- الوردنت الهندي
- وردنت العربية - قاعدة بيانات الوردنت للغة العربية مع برامج وجهات مختلفة وبرامج اضافية أخرى
- Deect - قاموس متعدد اللغات ومنصة تعلم اللغة قائم على الوردنت 3.0